# Madžapahit
Říše Madžapahit (javánsky ꦏꦫꦠꦺꦴꦤ꧀ꦩꦗꦥꦲꦶꦠ꧀, Karaton Majapahit; v sanskrtu विल्व तिक्त, Karaton Mojopahit; indonésky Kerajaan Majapahit), též někdy zvaná Wilwatikta (javánsky ꦮꦶꦭ꧀ꦮꦠꦶꦏ꧀ꦠ), bylo ostrovní hinduisticko-buddhistické království a později námořní říše (thalasokracie) zahrnující většinu dnešní Indonésie s centrem na Jávě. Madžapahitské království vzniklo roku 1293 a coby námořní velmoc se rozpadlo v prvních desetiletích 16. století.
Vrcholu moci říše dosáhla za vlády rádži Hajama Wuruka (1350–1389) a jeho prvního ministra Gadži Mady. Podle Nagarakretagamy (také jako Desawarnana, dílo z roku 1365 oslavujicí Hajama Wuruka) bylo na jávském ústředí říše závislých téměř sto států od Sumatry po Novou Guineu, ležících na územích dnes patřících Indonésii, Singapuru, Malajsii, Bruneji, jižnímu Thajsku, Filipínám a Východnímu Timoru (přesný dosah moci Madžapahitu je nicméně stále předmětem diskuzí).

## Galerie

některé památky
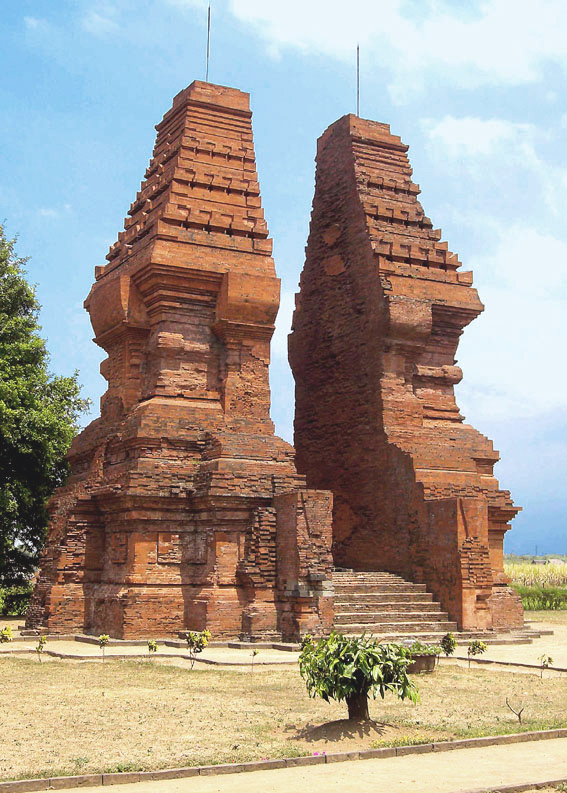
Brána z červených cihel, Trowulan
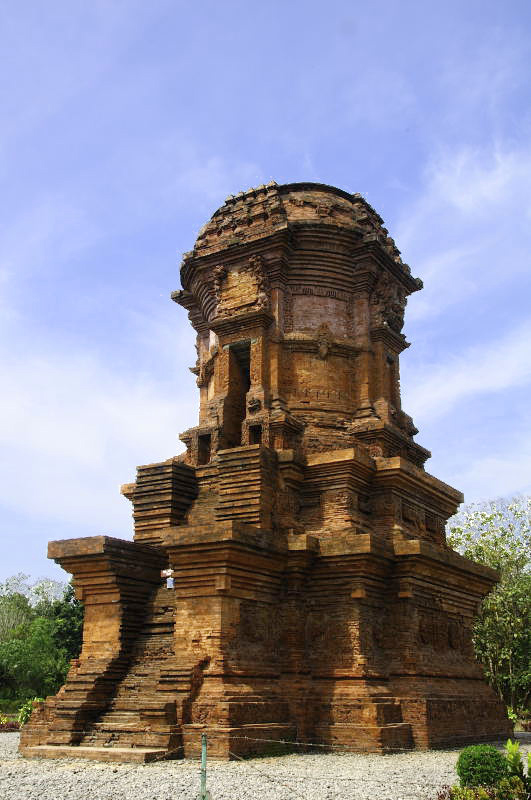
Buddhistický chrám Jabung z červených cihel, 14. století
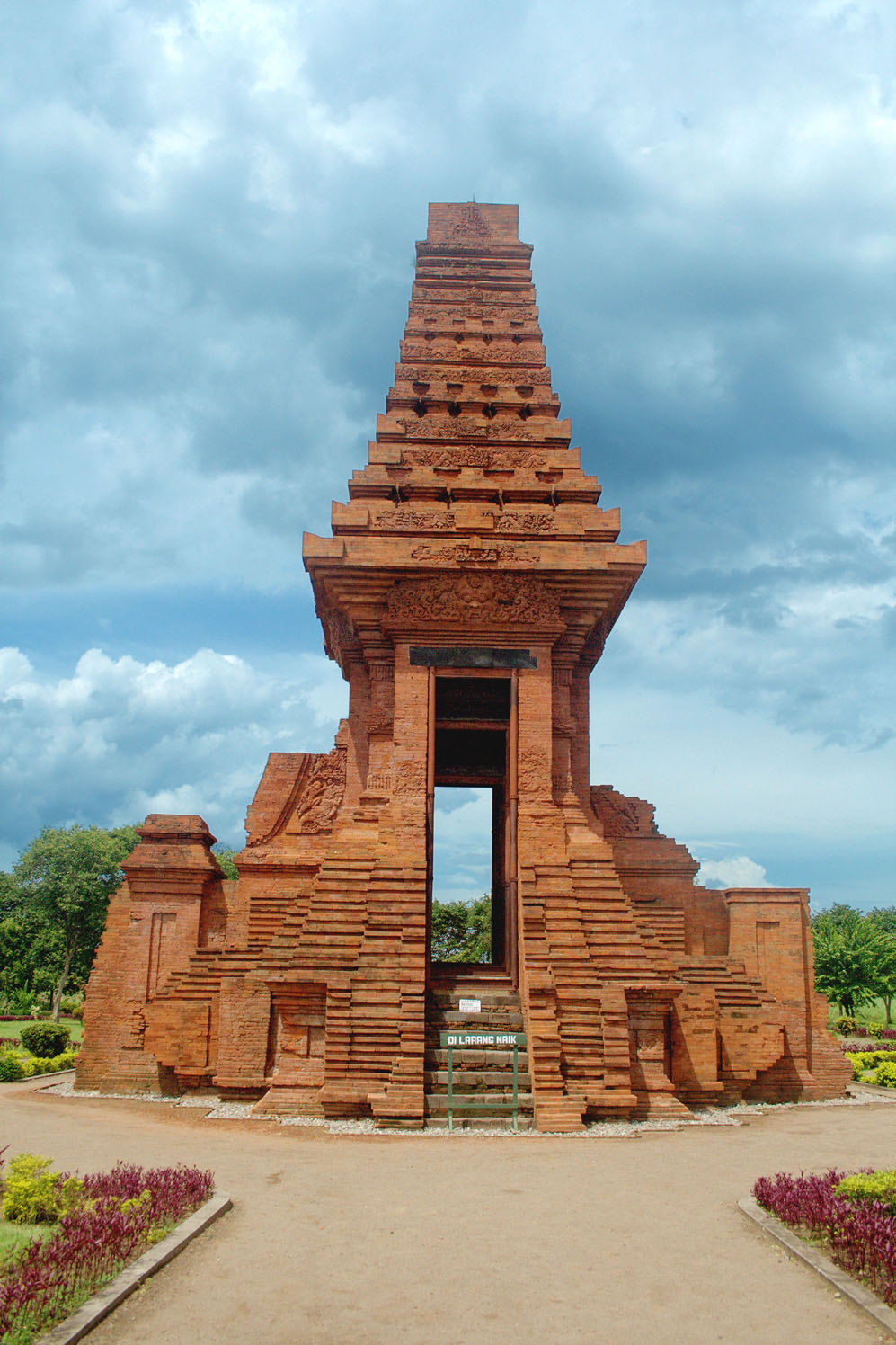
Brána z červených cihel, Trowulan, 13. století
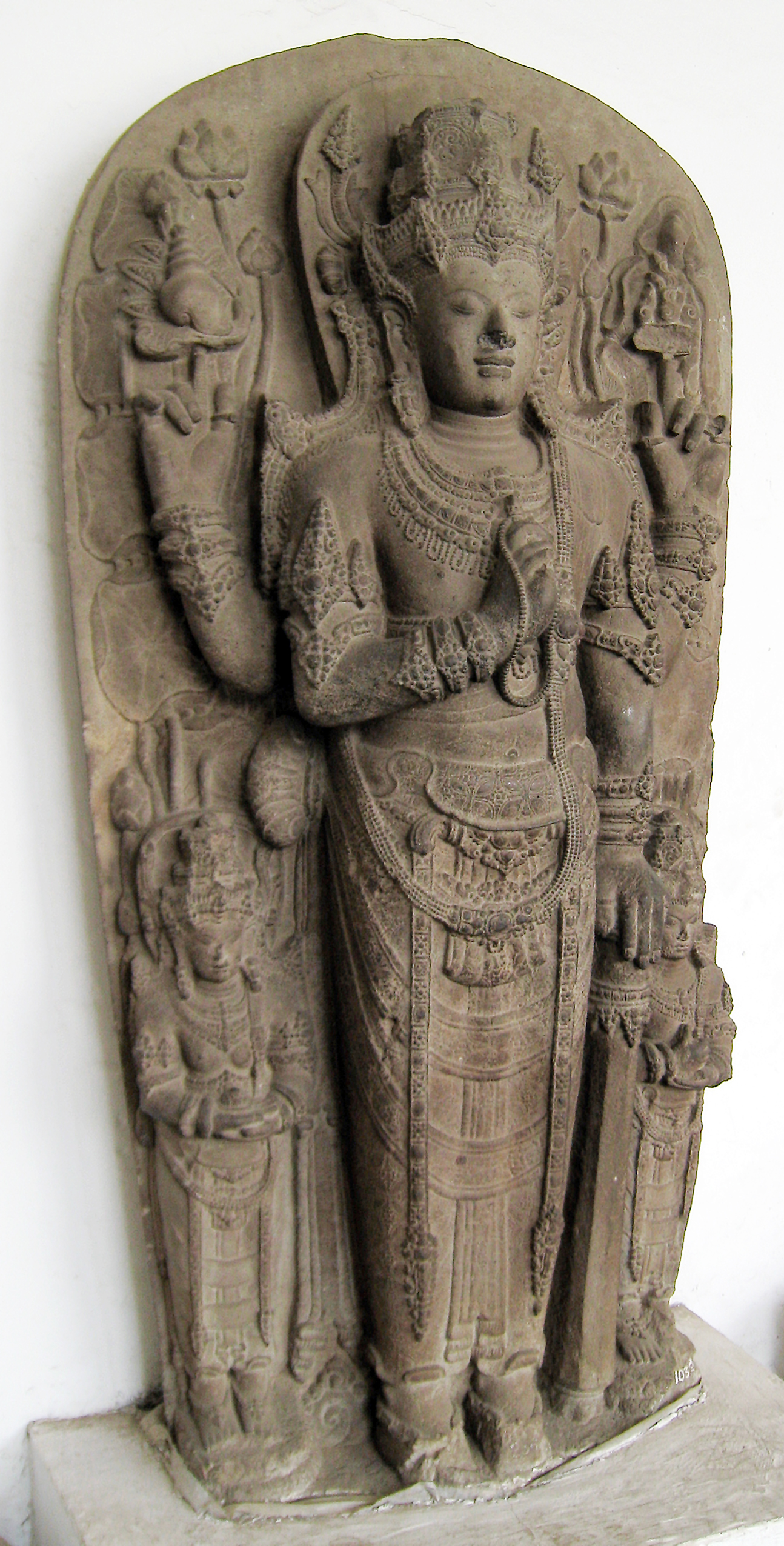
Král Kertajasa zobrazený jako Harihara, tj. bohové Šiva a Višnu v jedné osobě
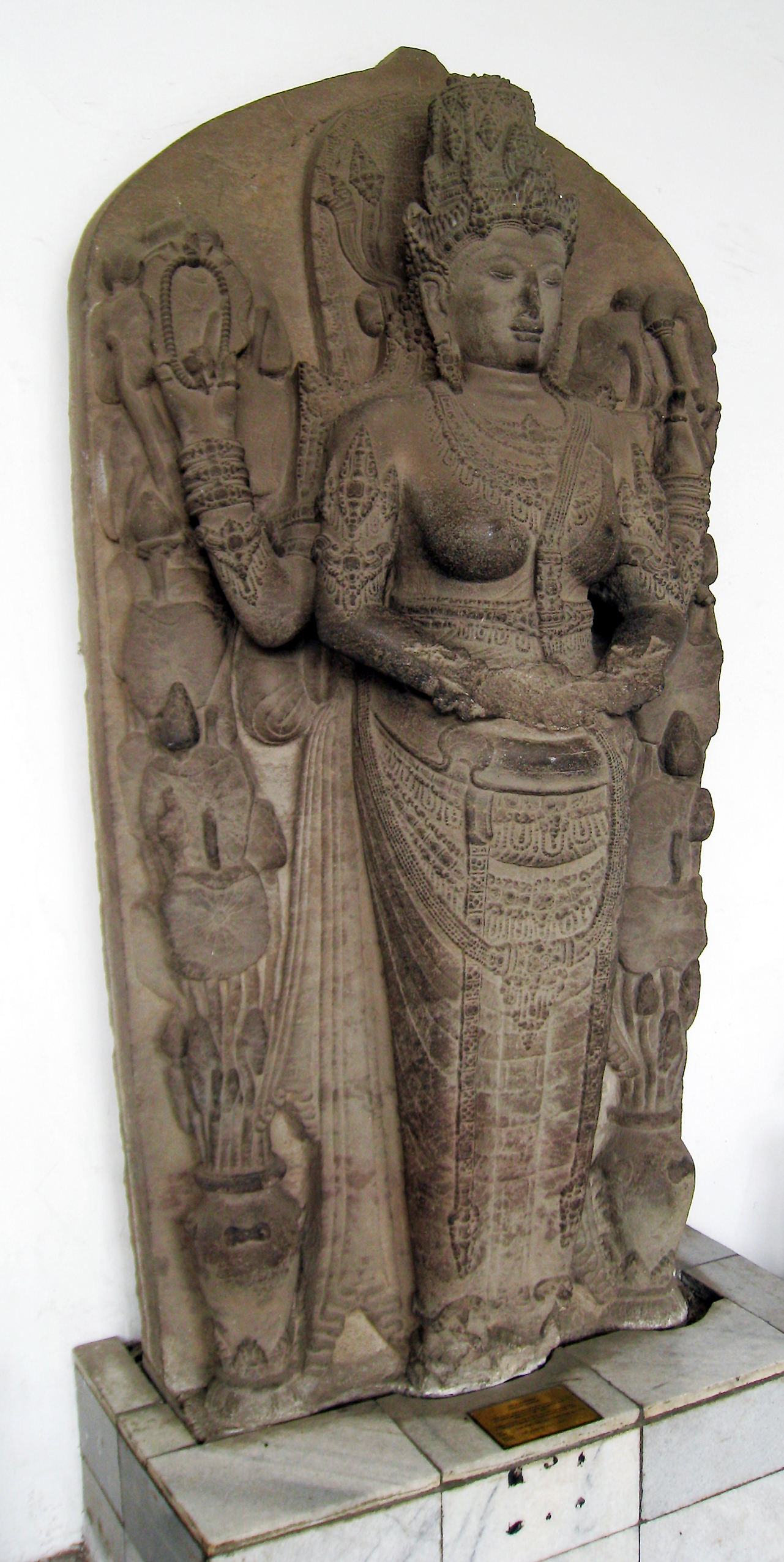
Socha královny v podobě bohyně Párvatí
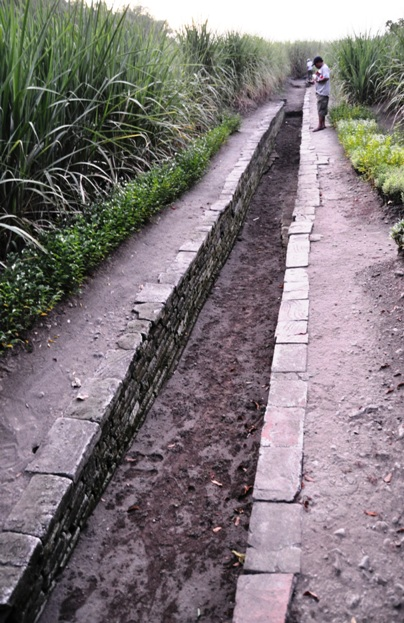
Cihlový kanál objevený v Trowulanu
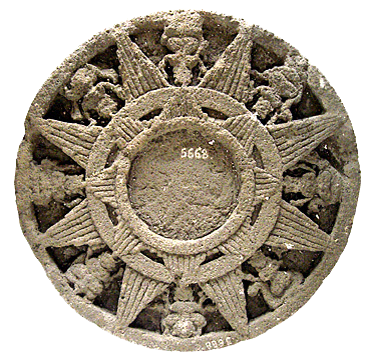
Slunce s hinduistickými božstvy, běžný nález madžapahitských zřícenin a chrámů, pravděpodobný znak říše
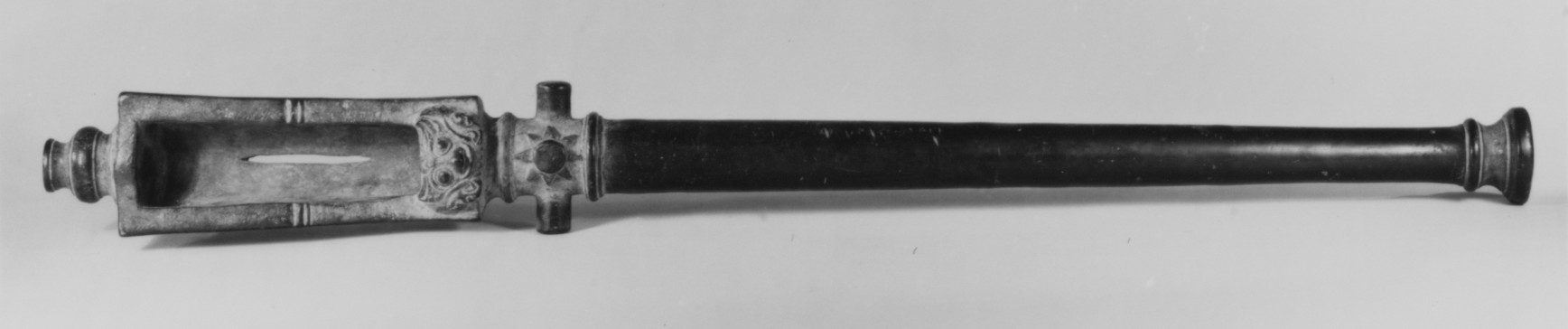
Bronzový kanón přisuzovaný Madžapahitské říši, 14. století
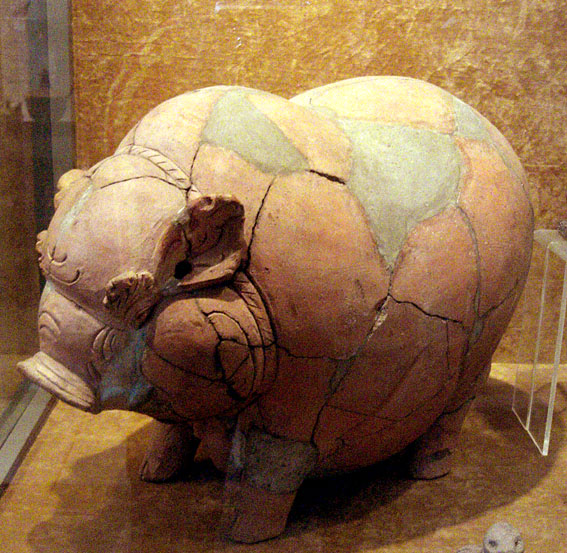
Terakotové prasátko, 14.–15. století